# Orecta venedictoffae
Orecta venedictoffae là một loài bướm đêm thuộc họ Sphingidae. Loài này có ở Ecuador và Costa Rica.
Cá thể trưởng thành được ghi nhận vào giữa tháng 6 và đầu tháng 7 in Costa Rica.